# Febronia
Febronia  è un nome proprio di persona italiano femminile.

## Varianti
- Femminili: Febbronia[2][3]
- Maschili: Febronio[1][2][3], Febbronio[3]

### Varianti in altre lingue
- Basco: Peborne[4]
- Catalano: Febrònia[4]
- Copto: Fibruniyah[5]
- Francese: Fébronie
- Georgiano: თებრონია (Tebronia, T'ebronia)
- Greco moderno: Φεβρωνία (Fevrōnia)
- Latino: Febronia[1]
  - Maschili: Febronius[1]
- Polacco: Febronia
  - Maschili: Febroniusz, Febron
- Russo: Феврония (Fevronija)[6]
- Serbo: Февронија (Fevronija)
- Spagnolo: Febronia[4]
- Tedesco: Febronia

## Origine e diffusione

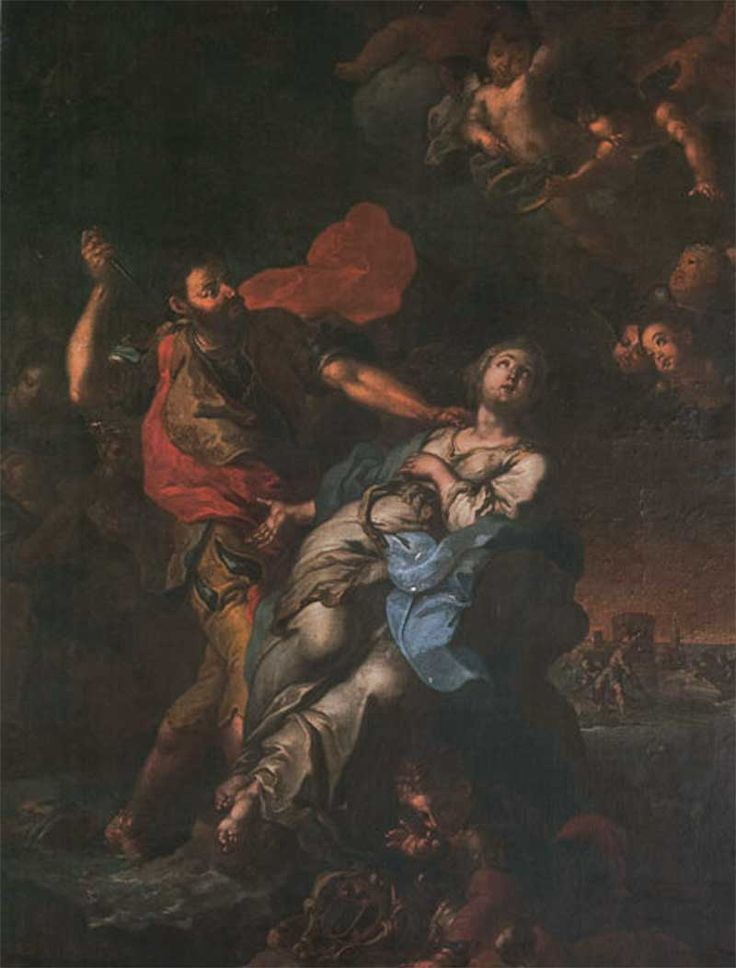
Il martirio di santa Febronia, di Guglielmo Borremans

Si tratta di un nome rarissimo, attestato pressoché solo in Sicilia, e in particolare nelle provincie di Catania e Messina, per via del culto della santa martire patrona di Patti e di Palagonia (identificabile quasi certamente con l'omonima martire asiatica).
Il nome di queste figure è di origine incerta. Secondo la maggioranza delle fonti, è correlato ai februamentis, dei riti di purificazione che avvenivano nell'odierno mese di febbraio, dedicati alla dea romana della malattia Febris (o al suo corrispettivo etrusco Februus, e poi anche a Giunone); februamentis viene da februa, plurale di februum, "purificazione", "sacrificio propiziatorio", un vocabolo di origine forse sabina.

## Onomastico
L'onomastico si festeggia il 25 giugno, in memoria di santa Febronia, vergine e martire a Sibapolis (odierna Nisibis) sotto Diocleziano; il 5 luglio è ricordata un'omonima martire siciliana, martire presso Mongiove, che in realtà è probabilmente una reinterpretazione della santa orientale.
Inoltre, sempre il 25 giugno, si commemora un'altra santa Febronia, nobildonna russa, fattasi monaca col nome di Eufrosina insieme al marito Pietro, e venerata a Murom.

## Il nome nelle arti
- Febronia è un personaggio del videogioco Xenosaga Episode I: Der Wille zur Macht.
- Fevronija è un personaggio dell'opera di Nikolaj Andreevič Rimskij-Korsakov La leggenda dell'invisibile città di Kitež e della fanciulla Fevronija